# Parafia Matki Bożej Częstochowskiej w Polanach
Parafia Matki Bożej Częstochowskiej w Polanach – parafia rzymskokatolicka znajdująca się w diecezji rzeszowskiej w dekanacie Nowy Żmigród. Erygowana w 1969 roku.

## Historia
Cerkiew greckokatolicka pw. św. Jana Złotoustego została zbudowana wg projektu architekta Rudnickiego ze Lwowa w 1914 roku. Została uszkodzona podczas I wojny światowej i  częściowo zburzona podczas II wojny. W 1949 r. dekretem Starostwo Powiatowe w Krośnie w 1949 roku przekazało budynek kościołowi rzymskokatolickiemu, ale parafia korzystała z prowizorycznej kaplicy. W 1960 roku z inicjatywy Jana Gałczyka odbudową cerkwi zajęli się pozostali we wsi grekokatolicy. Spowodowało to trwający kilka lat spór. W 1972 roku katolicy zajęli świątynię, a w 1982 roku sąd  nakazał wspólne użytkowanie budynku, ale nie udało się pogodzić wiernych. Spór ustał w 1992 roku, gdy biskup pozwolił na wspólne korzystanie z cerkwi przez parafię rzymskokatolicką i greckokatolicką. W lipcu odbyły się uroczystości 50–lecia parafii, którym przewodniczył ks. biskup Jan Wątroba.

## Proboszczowie
- Ks. Jan Delekta 1988–1993[3]
- ks. Leszek Moryl 1993 - 2000
- Ks. Józef Opaliński 2009 - 2015
- ks. Zbigniew Preizner 2015–2020
- ks. Jan Kraus 2020–

## Kościoły filialne
Na terenie parafii znajdują się także trzy kościoły filialne: w Myscowej (pw. NMP Matki Kościoła), Olchowcu (pw. św. Mikołaja) i Hucie Polańskiej (pw. św. Jana z Dukli).

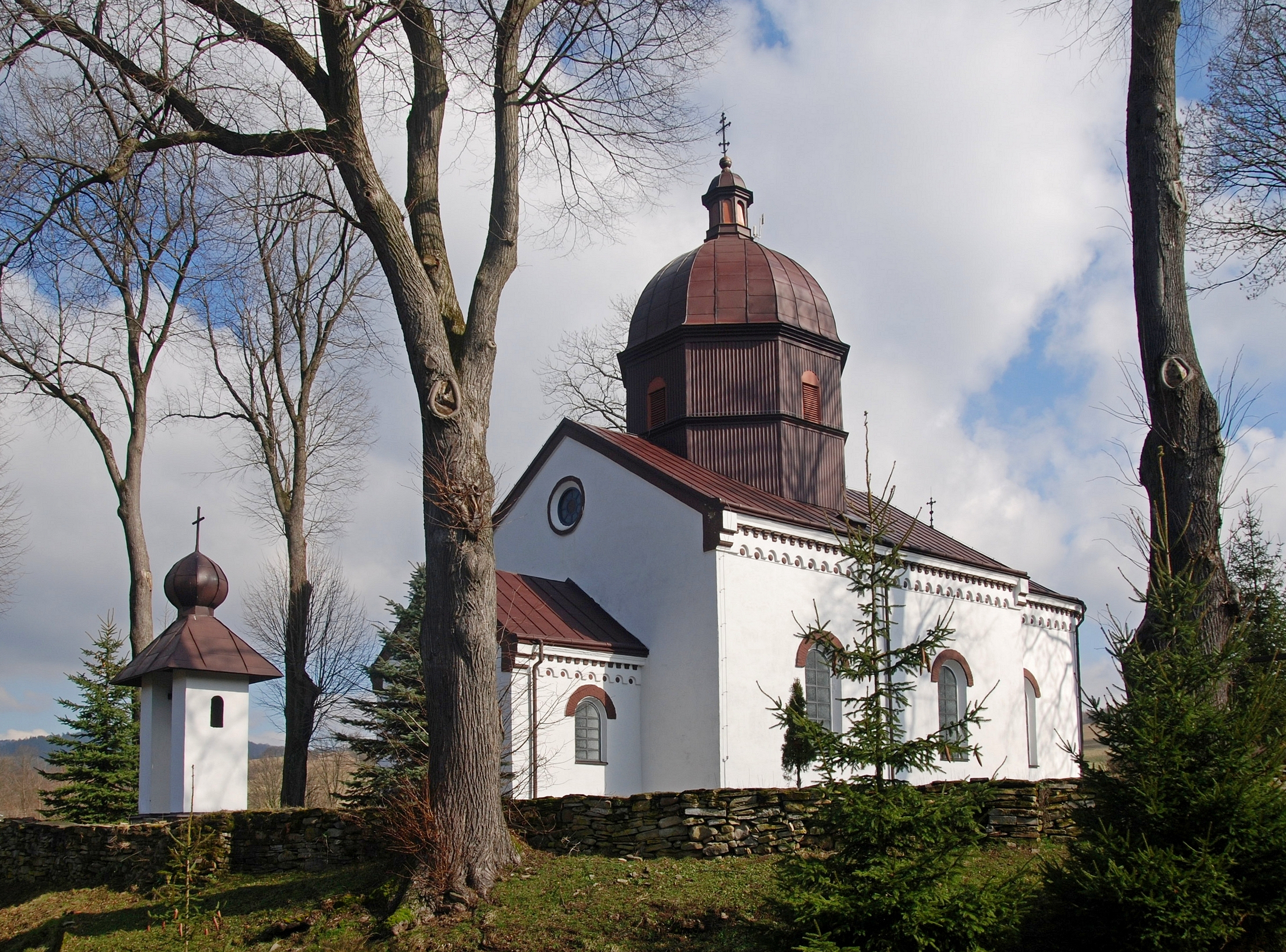
Myscowa, dawna cerkiew
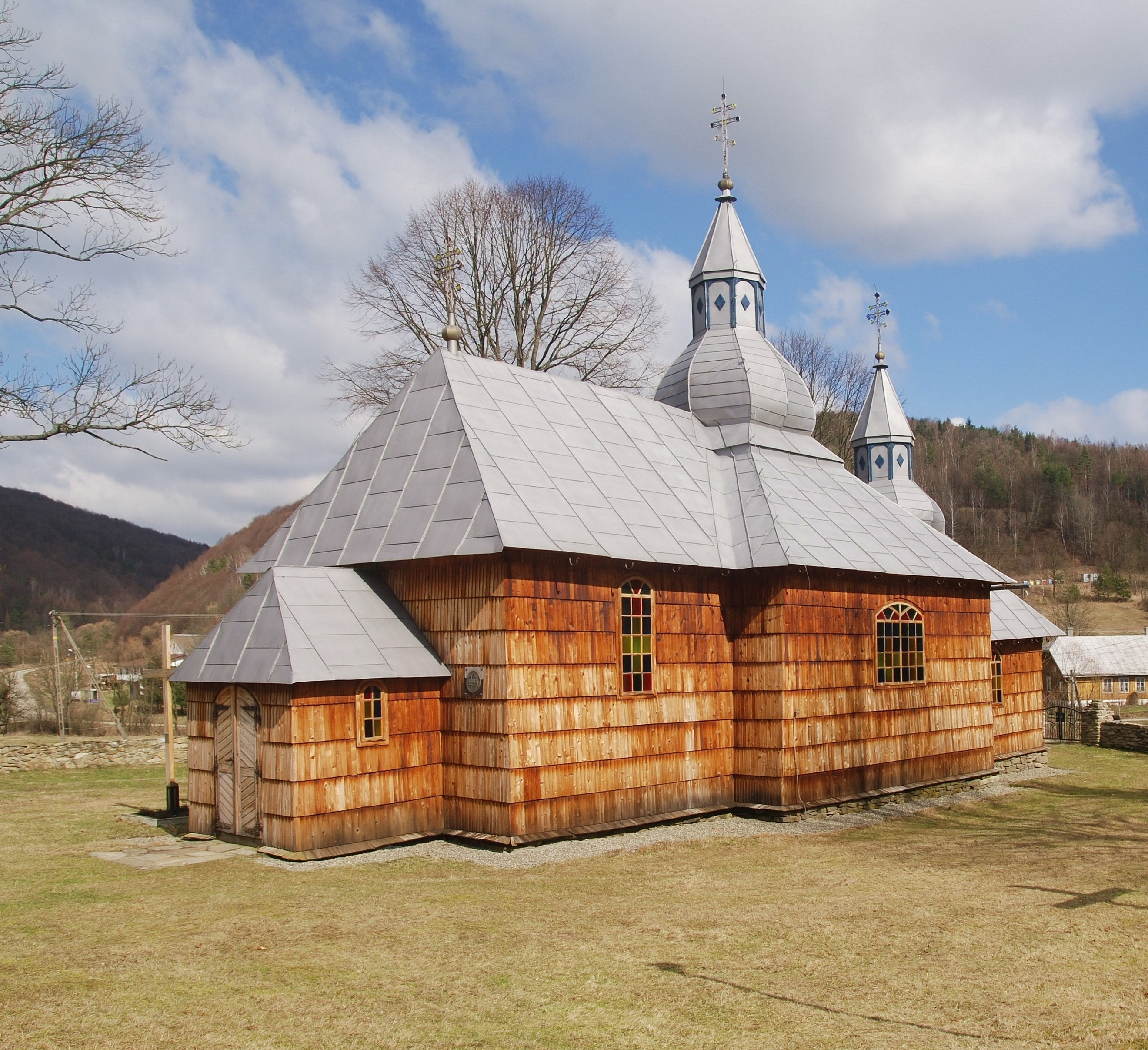
Olchowiec, cerkiew
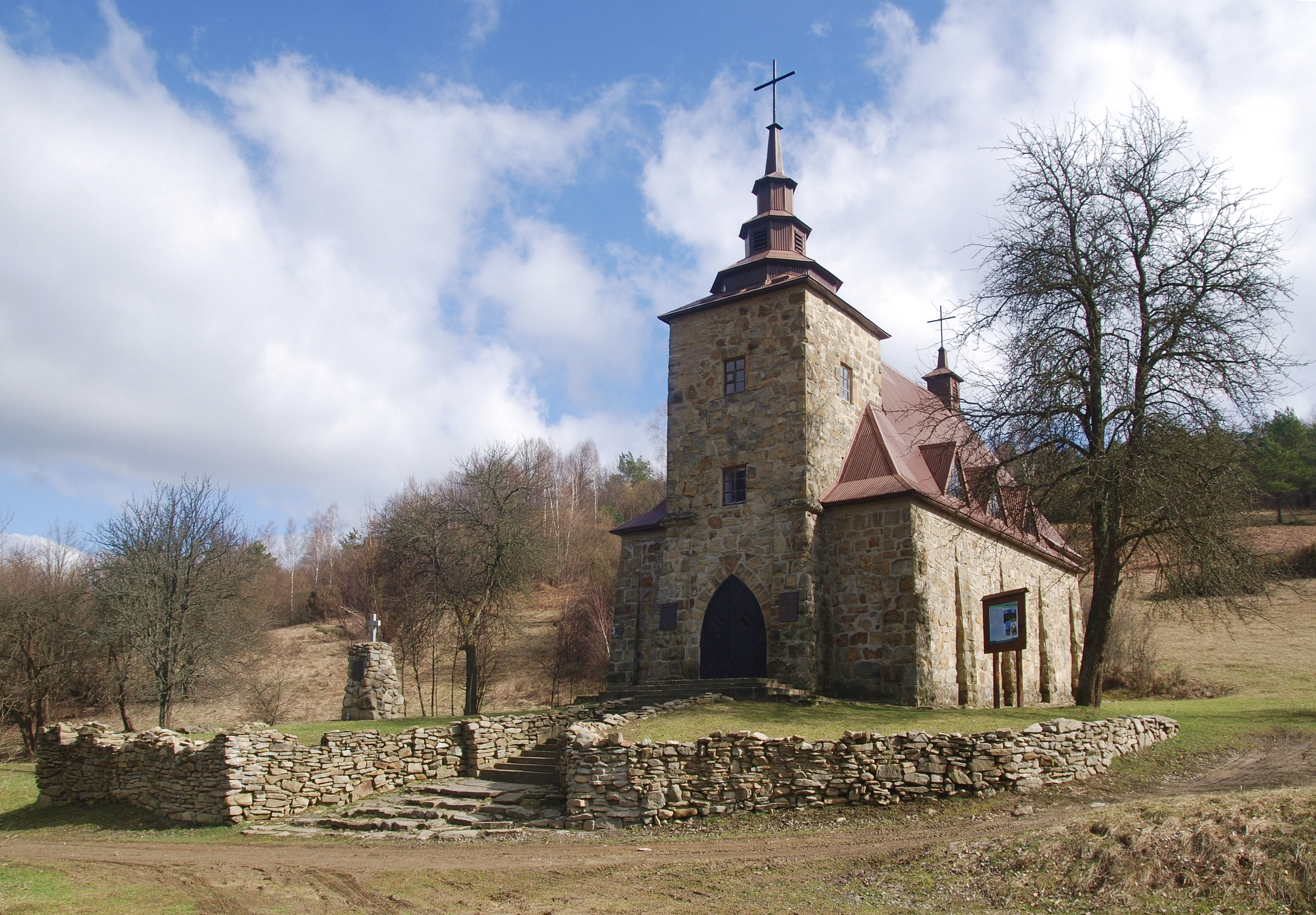
Huta Polańska